# Psilostrophe
Psilostrophe là một chi thực vật có hoa trong họ Cúc (Asteraceae).

## Loài
Chi Psilostrophe gồm các loài: